# Henry Robert Rose
Henry Robert Rose (* 6. Mai 1854 in Bedford; † 5. September 1911) war Organist an der St Pancras New Church in London und Professor an der Royal Academy of Music in London.

## Leben
Henry Robert Rose war ein Sohn des Organisten und Musikalienhändlers Robert Rose (1814–1898), der als Vater der Musik in Bedford galt, und dessen zweiter Ehefrau Eleanor. Robert Rose, der an den Kirchen St Peter und St Paul in Bedford die Orgel spielte, nahm seinen Sohn Henry früh dorthin mit. Henry Robert Rose besuchte die Grammar School in Bedford, gehörte zu den ersten Mitgliedern der Musikalischen Gesellschaft in Bedford und sang schon bei deren erster Aufführung mit. Er spielte unter anderem Violine und Orgel; letzteres in verschiedenen Kirchen der Gegend. 

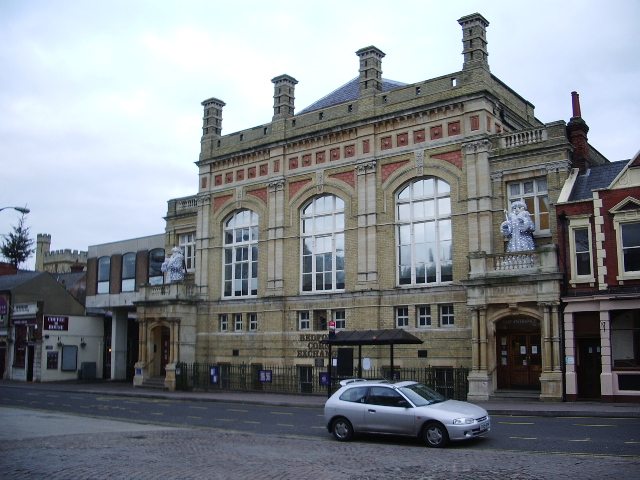
Bedford Corn Exchange

Henry Robert Rose studierte an der Royal Academy of Music in London, wo er 1879 eine Professur erhielt. Im selben Jahr wurde er unter 300 Kandidaten als Nachfolger für Henry Smart als Organist in St Pancras ausgewählt. Daraufhin zog er mit seiner Frau und seiner Familie nach London, kehrte aber oft nach Bedford zurück, um dort am musikalischen Leben teilzunehmen. Rose wurde auch oft zur Einweihung neuer Kirchenorgeln eingeladen. 1892 war er an einem Eröffnungskonzert für die neue Grammar School in Bedford beteiligt, das sich weit über das geplante Ende der Veranstaltung hinauszog. Zur Feier der Einweihung der neuen Orgel in der Corn Exchange in Bedford, gebaut von Hall and Son in London, spielte er ebenfalls. 
Im Jahr 1900 erhielt er eine Professur für Klavierspiel in der Guildhall School of Music. Seine letzten Jahre verbrachte Henry Robert Rose in Bedford; zuletzt lebte er im Haus Nr. 4 in der Conduit Road. Er wurde auf dem Friedhof in der Foster Hill Road beigesetzt; sein Grabmal trägt die Inschrift „Credo in Cruce Christi“.

## Familie
Aus der Ehe mit der Mezzosopranistin Clara Samuell (1856–1920), die am 28. Dezember 1880 in der Kirche in St Pancras geschlossen wurde, gingen eine Tochter und ein Sohn hervor. Die Tochter, Alice Nina Clara Rose (1889–1972), wurde wie ihre Mutter Sängerin. Sie trat unter dem Namen Nina Samuell Rose auf und heiratete 1916 Ivan Thorold Grant, der wenige Monate später im Ersten Weltkrieg an der Somme fiel. Ihr jüngerer Bruder, Robert Henry Edwin Steggall Rose (1898–1949), hatte mit der musikalischen Familientradition nichts im Sinn. Er verbrachte sein Leben als reisender Handelsmann und starb an der afrikanischen Goldküste.